# Haloterapie
Haloterapie neboli solná terapie je alternativní medicína pomoci solí. Solná terapie vznikla ve východní Evropě ve 12. století a zahrnovala trávení času v přirozeně se vyskytujících solných jeskyních (speleoterapie). Suchá, „aktivní“ metoda haloterapie v naší moderní době se provádí v umělých solných místnostech/jeskyních bez vlhkosti, kde jsou přesné mikročástice soli aktivně rozptylovány speciálním zařízením zvaným halogenerátor. Podle zastánců má tato terapie přínos pro respirační onemocnění, jako je astma, chronická bronchitida a alergie – a pro kožní onemocnění od psoriázy po akné. Majitelé lázní přisuzují haloterapii celou řadu blahodárných zdravotních účinků.

Studie o haloterapii jsou ale často malé a špatně navržné, a zatím neexistují dobré důkazy prokázaných účinků haloterapie.

## Historie
Mnoho forem haloterapie se používá již po tisíciletí. První známé zmínky o lázeňských střediscích pocházejí z Polska 12. století, kdy byli lidé nabádáni ke koupelím v minerálních vodách. Novodobá historie haloterapie se datuje do roku 1843, kdy ji polský lékař Feliks Boczkowski využil k léčbě tuberkulózy, astmatu a dalších respiračních problémů.

## Formy
Existuje několik forem haloterapie:
- Inhalace solného roztoku
- Inhalace suchého solného aerosolu
- Irigace a výplachy
- Solné a solné koupele
- Užívání vody (zřídelnictví)

## Umělé solné jeskyně

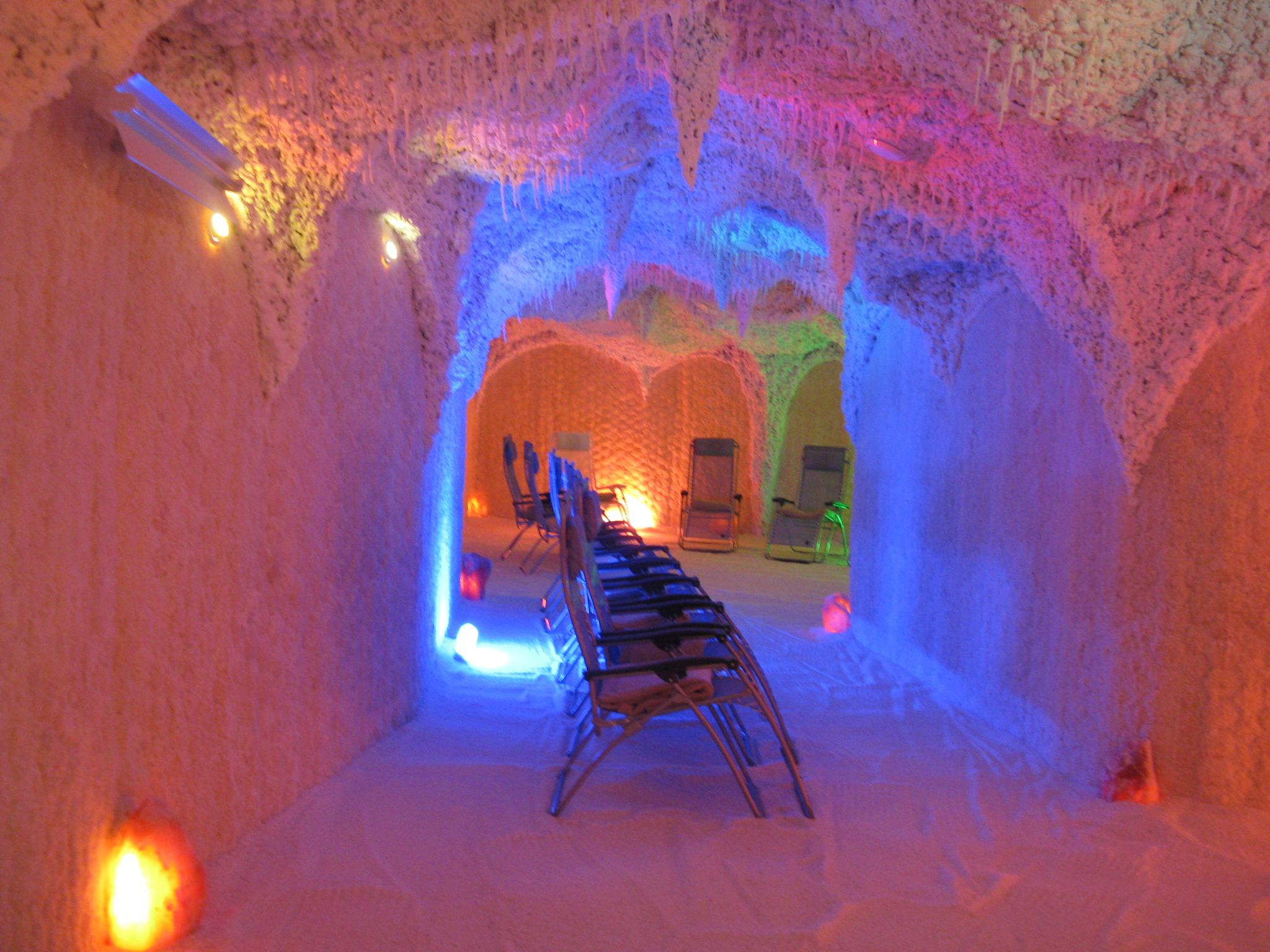
Haloterapie v Bad Soden-Salmünsteru v Německu.

Solné jeskyně se budují z tun kamenné nebo mořské soli. V některých je použita sůl z Mrtvého moře, v mnohých takzvaná himálajská sůl (která ve skutečnosti pochází převážně ze solných hor v Pákistánu), v jiných regionální kamenná sůl nanášená přímo na stěny a podlahu (metoda Saltero). Některé „jeskyně“ připomínají krápníkové jeskyně s krápníky ze stropu, pobyt v nich může doprovázet barevné osvětlení ze solných lamp a tichá hudba.
V těchto „jeskyních“ se obvykle udržuje teplota mezi 20 a 22 °C a vlhkost kolem 40 až 50 %. Solné klima se vytváří pomocí vodních toků, menších gradujících zařízení nebo rozprašovačů solanky, případně se používají solné generátory, které sůl rozmělňují a vhánějí do místnosti v drobných částečkách (suché solné aerosoly).

## Výzkum

### Provedené studie
Přehled výzkumu podporujícího haloterapii z listopadu 2013 zjistil, že ze 151 studií provedených na toto téma byla pouze 1 dobře navržená randomizovaná kontrolní studie, která splnila kritéria pro zařazení do metaanalýzy.
Kromě krátkodobé úlevy spojené se suchým prostředím pro ty, kteří se snaží vylučovat sputum, má Norman Edelman z Americké plicní asociace podezření, že uváděné zlepšení zdravotního stavu pacientů může být způsobeno pouze placebo efektem.

### Umělé solné jeskyně
V polovině 80. let 20. století byly realizovány studie, které porovnávaly účinky podzemních solných komor s komorami umístěnými venku. Tyto studie ukázaly, že nadzemní solné „jeskyně“ nemají prakticky žádný účinek a jsou velmi náchylné k mikrobiální kontaminaci, kdy se některé typy pneumokoků způsobující záněty dýchacích cest usazují v povrchových vrstvách solných stěn. Pro solné komory v podzemí platí velmi přísná hygienická kritéria bránící kontaminaci těmito choroboplodnými zárodky.Podle profesora Dluholuckého umělý systém solné jeskyně, který je plně klimatizovaný, nemůže fungovat. „To je asi jako snažit se napodobit tatranský vzduch v sedmém patře paneláku, je to hloupost.“